# Sophora moorcroftiana
Espèce
Classification phylogénétique
Sophora moorcroftiana est une espèce de plantes à fleurs de la famille des Fabaceae. Elle est parfois connue sous le nom vernaculaire tibétain de « skyi-ba ». C'est un arbre ou un arbustes à fleurs bleues endémique au Tibet. Elle est utilisée en médecine tibétaine traditionnelle.

## Variété
- Sophora moorcroftiana var. davidii Franch. : voir Sophora davidii (Franch.) Skeels

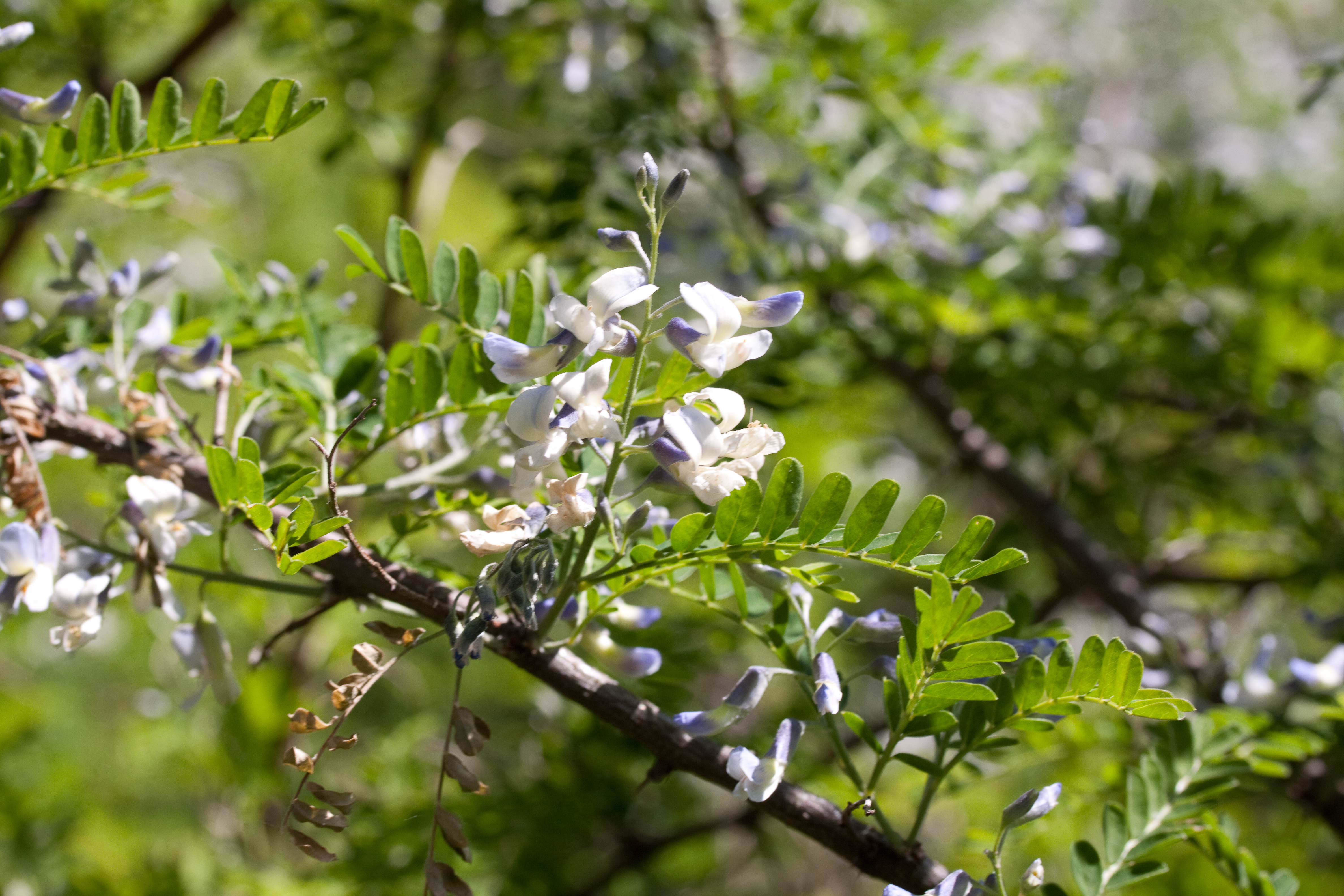
Floraison.

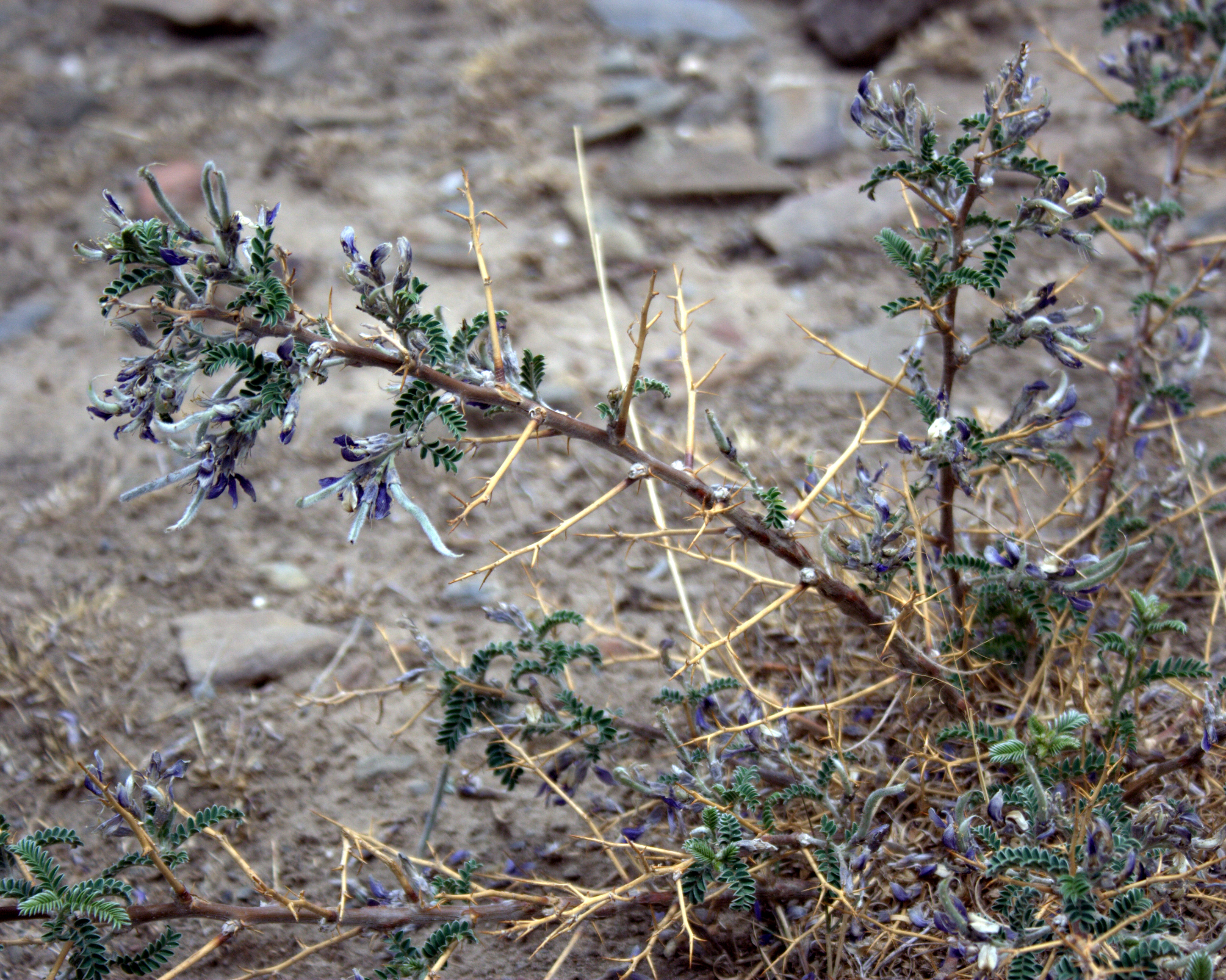
Tsetang.